# Kristian Nicht
Kristian Nicht, né le 3 avril 1982 à Iéna en Thuringe, est un footballeur allemand évoluant au poste de gardien de but.

## Carrière
Le 5 février 2015, Kristian Nicht est prêté pour un mois à l'Impact de Montréal pour disputer les quarts-de-finale de la Ligue des champions. De retour à l'Eleven, il revient en prêt à l'Impact à la suite de la qualification de ce dernier pour la demi-finale de la compétition. Revenu à l'Indy Eleven, il est transféré définitivement à l'Impact quand le gardien montréalais Evan Bush se voit suspendu pour la finale retour à la suite d'un second carton jaune en deux rencontres.
Devant plus de 61 000 spectateurs, Nicht et l'Impact s'inclinent 2-4. Une semaine après cette défaite, il est libéré de son contrat par l'Impact et soumis au ballotage de joueurs libres de la MLS. N'étant repêché par aucun club de MLS, il retrouve finalement l'Eleven d'Indy le 12 mai 2015.

## Palmarès
- Élu gardien de l'année 2012 de la USL Pro